# Elezioni governatoriali in Texas del 2014
Le elezioni governatoriali in Texas del 2014 si svolsero il 4 novembre per eleggere il governatore del Texas.
Nella competizione elettorale si sfidarono il repubblicano Greg Abbott e la democratica Wendy Davis. Le elezioni si sono concluse con la vittoria di Abbott, che è stato eletto nuovo governatore.

## Risultati
| Candidati       | Partiti              | Voti      | %     |
| --------------- | -------------------- | --------- | ----- |
| Greg Abbott     | Partito Repubblicano | 2.796.547 | 59,27 |
| Wendy Davis     | Partito Democratico  | 1.835.596 | 38,90 |
| Kathie Glass    | Partito Libertario   | 66.543    | 1,41  |
| Brandon Parmer  | Verdi                | 18.520    | 0,39  |
| Sarah M. Pavitt | Indipendente         | 1.062     | 0,02  |
| Totale          | Totale               | 4.718.268 |       |

## Elezioni primarie

### Partito Repubblicano
| Candidato       | Voti      | %     |
| --------------- | --------- | ----- |
| Greg Abbott     | 1.224.014 | 91,48 |
| Lisa Fritsch    | 59.221    | 4,42  |
| Miriam Martinez | 35.585    | 2,65  |
| Larry Kilgore   | 19.055    | 1,42  |
| Totale          | 1.337.875 |       |

### Partito Democratico
| Candidato    | Voti    | %     |
| ------------ | ------- | ----- |
| Wendy Davis  | 432.595 | 78,08 |
| Ray Madrigal | 121.419 | 21,91 |
| Totale       | 554.014 |       |